# Publio Sulpicio Galba Massimo
Publio Sulpicio Galba Massimo (latino: Publius Sulpicius Galba Maximus; fl. 211 a.C. – 200 a.C.) è stato un politico romano.

## Biografia
Fu console nel 211 a.C. insieme a Gneo Fulvio Centumalo Massimo. Sulpicio Galba, insieme all'altro console, Fulvio Centumalo, una volta assunta la carica alle idi di marzo, convocarono il senato in Campidoglio per consultarlo sugli affari politici, sulla condotta della guerra e riguardo alle problematiche di province ed eserciti. Ai consoli venne poi prescritto di reclutare rinforzi, ove fosse necessario.
Entrambi i consoli di quell'anno ottennero l'Apulia come provincia, con lo scopo di controllare Annibale e le mosse dell'esercito cartaginese. Visto che la guerra iniziava a volgere a favore dei Romani, il Senato decise di lasciare in Apulia un solo console, mentre a Sulpicio Galba venne affidata la provincia della Macedonia, dove sarebbe subentrato a Marco Valerio Levino come proconsole (fine del 211 a.C.). A Galba venne ordinato di congedare l'intero esercito di terra a parte la flotta.
A Publio Sulpicio fu prorogato il comando di un altro anno (per il 209 a.C.) con la stessa legione e la stessa flotta con le quali aveva controllato la Macedonia.
Nel 203 a.C. fu nominato dittatore dal console Gaio Servilio Gemino, in teoria per tenere le elezioni a Roma mentre Gaio Servilio era impegnato in alcune inchieste in Etruria. Però la sua nomina fu in realtà politicamente dovuta al fatto che in qualità di dittatore poté impedire la partenza per l'Africa dall'altro console Gneo Servilio Cepione, che aveva scacciato il nemico cartaginese dalla Sicilia. Esercitò il resto della sua magistratura insieme al suo magister equitum Marco Servilio Pulice Gemello girando tra le città dell'Italia che erano passate dalla parte di Cartagine indagando sulle ragioni del loro cambio di schieramento.
Nel 200 a.C., eletto console per la seconda volta ed ottenuta la Macedonia come provincia, condusse con grande vigore ed abilità la guerra contro la Lega achea espugnando Egina, Dime e Oreo nell'Eubea e contro Filippo V di Macedonia.